# Pelexia goyazensis
Pelexia goyazensis är en orkidéart som först beskrevs av Célestin Alfred Cogniaux, och fick sitt nu gällande namn av Leslie Andrew Garay. Pelexia goyazensis ingår i släktet Pelexia och familjen orkidéer. Inga underarter finns listade i Catalogue of Life.